# 土耳其商馆

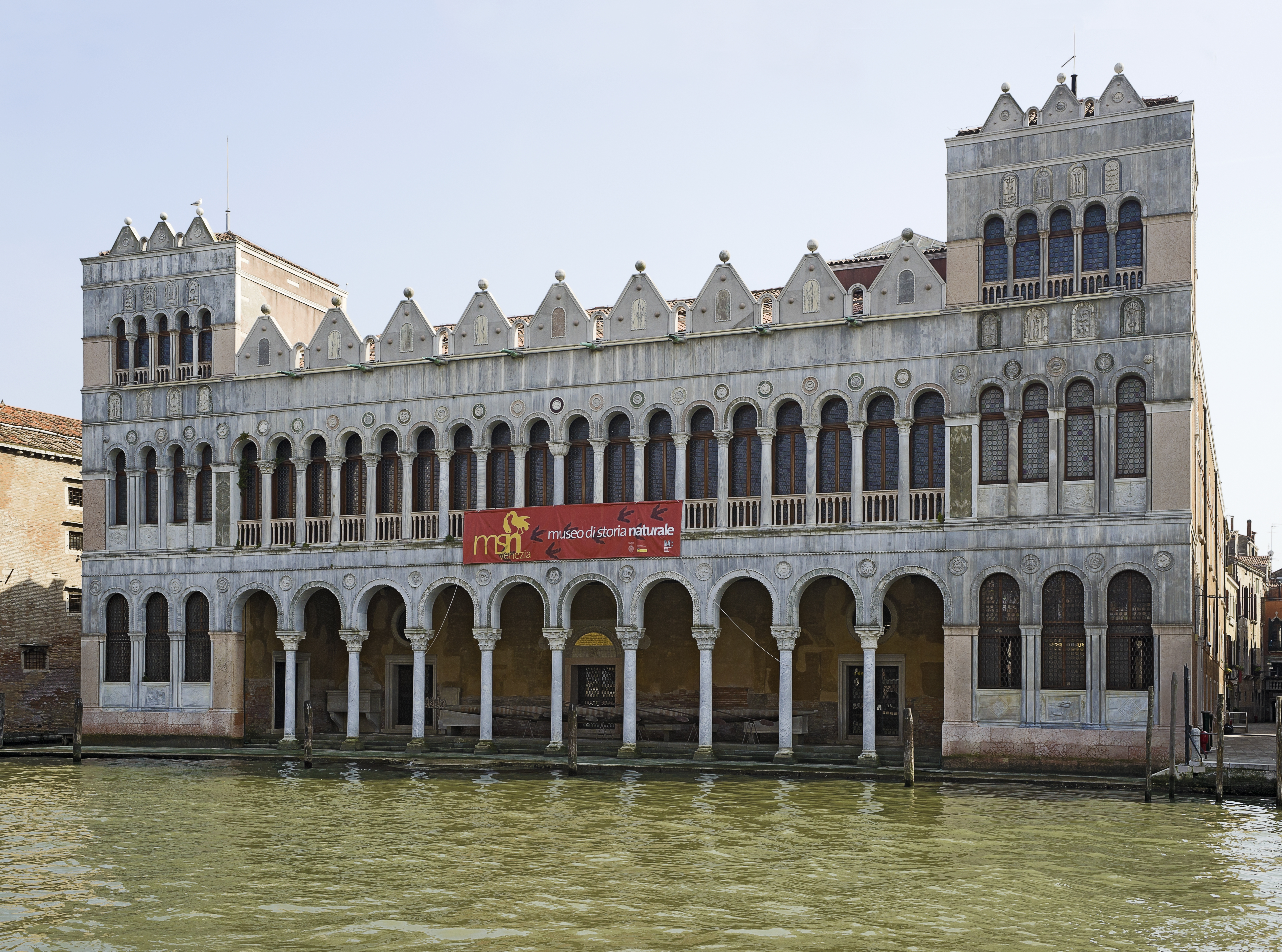
Fondaco dei Turchi.

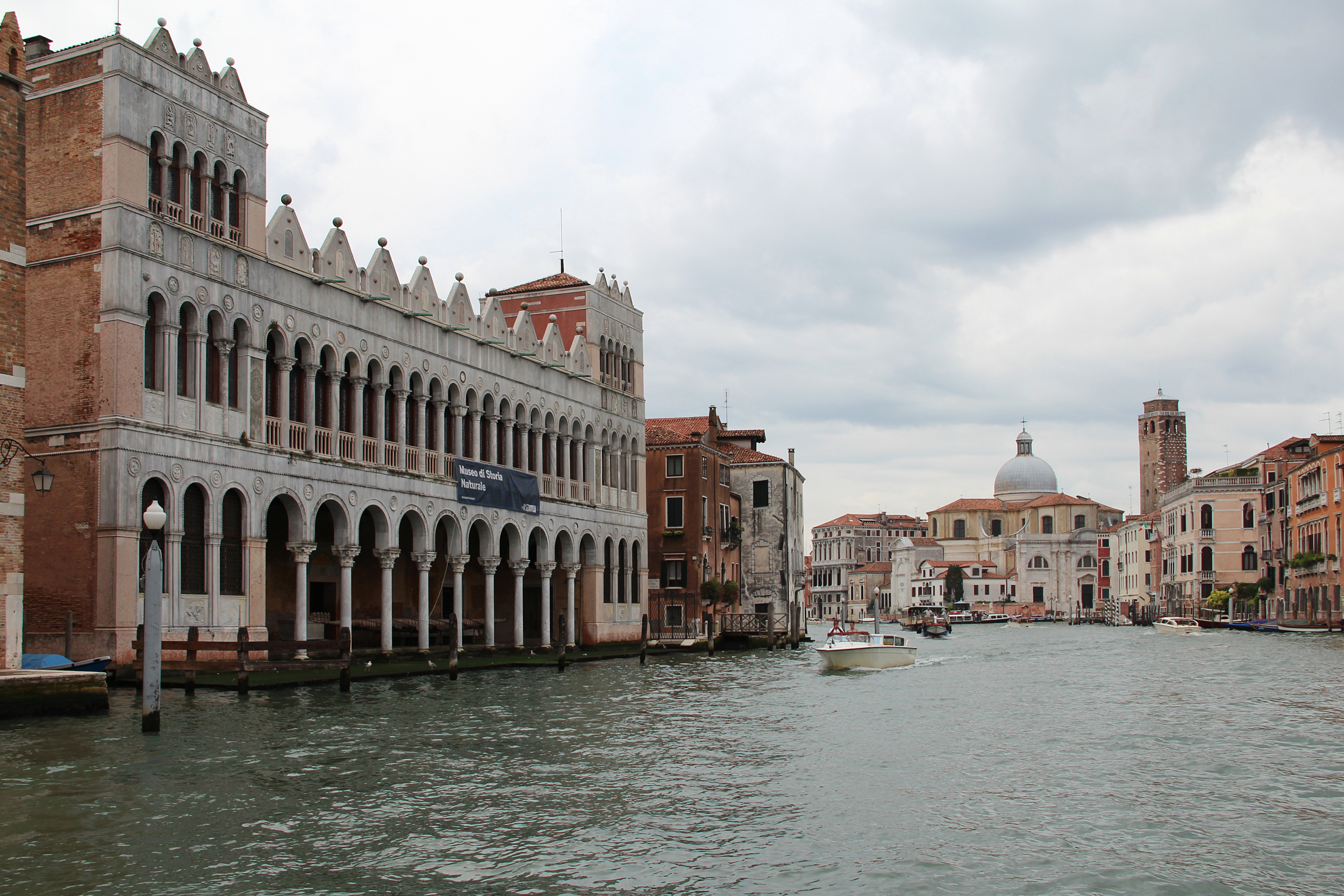
Fondaco dei Turchi.

土耳其商馆（意大利语：Fondaco dei Turchi；威尼斯语: Fontego dei Turchi）是一座威尼托拜占庭式风格建筑，位于意大利威尼斯大运河畔。

## 历史
该建筑建于13世纪上半叶。1381年威尼斯共和国将其收购。在其早期，该建筑还曾用作许多来访贵宾的住所。
从17世纪初到1838年，这座建筑成为威尼斯的土耳其人商馆（源自阿拉伯语: fonduk ），用作土耳其商人的住宅、仓库和市场，如同德国商馆（Fondaco dei Tedeschi）是德国侨民的总部和受限制的生活区。 
对于商馆及其居民有许多限制，包括一次只能有一个人能进入和离开商馆，以及从事贸易。威尼斯土耳其人进口蜡、石油和羊毛。
1797年威尼斯共和国被拿破仑征服和灭亡之后，土耳其商人继续住在商馆，直到1838年。
到19世纪中叶，该建筑已经处于非常糟糕的状态，1860年-1880年之间修复。

## 今天
从1890年至1923年，该建筑内曾开设科雷尔博物馆（1923年后搬到圣马可广场）。今天，该建筑内开设威尼斯自然史博物馆（Museo di Storia Naturale di Venezia）。